# Guillaume de Champvent
Guillaume de Champvent (* im 13. Jahrhundert; † 21. März 1301) war von 1274 bis zu seinem Tode Bischof von Lausanne. 

## Leben
Guillaume entstammte den Herren von Champvent, einem südwestlich des Neuenburgersees ansässigen Adelsgeschlechts. Er war der Sohn von Henri, Herr von Champvent, sein jüngerer Bruder Othon de Champvent wurde 1309 Bischof von Lausanne. Sein älterer Bruder Pierre machte wie ihr Cousin Otton de Grandson eine Karriere am englischen Hof. Guillaume ist ab 1239 als Mitglied des Domkapitels von Lausanne belegt. Er folgte 1240 Peter von Savoyen nach England und war als Diplomat für König Heinrich III. tätig. Nachdem er 1273 zum Bischof von Lausanne gewählt wurde, verfolgte seine Politik die Stärkung der Rechte der Lausanner Kirche, was ihn in Gegensatz zu Savoyen und den Bürgern Lausannes brachte. Er unterstützte Rudolf von Habsburg bei dessen Feldzügen gegen Savoyen (1281–83) und Bern (1288/89). Er beendete das Bündnis zwischen den Grafen von Savoyen und der Stadt Lausanne und zerschlug die kommunale Bewegung. Aufgrund von Aufständen musste er zwischen 1282 und 1285 der Stadt fernbleiben. Als das Bistum 1297 von Ludwig von Savoyen, dem Herrn des Waadt angegriffen wurden, besiegte er Ludwig mit Hilfe von dessen Bruder Amadeus V. und des waadtländischen Adels. Guillaumes Politik half die Existenz des kleinen Fürstbistum zu sichern. In seiner Amtszeit wurde die Kathedrale Notre-Dame 1275 in der Anwesenheit von Papst Gregor XI. und Rudolf von Habsburg geweiht.